# Eilema marioni
Eilema marioni är en fjärilsart som beskrevs av De Toulgoët 1956. Eilema marioni ingår i släktet Eilema och familjen björnspinnare. Inga underarter finns listade i Catalogue of Life.